# Светолик Гребенац
Светолик Гребенац (Ваљево, 3. децембар 1887 — Београд, 6. мај 1957) био je адвокат и новинар, издавао је Илустроване ратне новине и лист Небојша.

## Биографија
Рођен је у Ваљеву од оца Михаила, адвоката, и мајке Милице, домаћице. У Ваљеву је завршио четвороразредну основну школу и шест разреда гимназије. Преостала два разреда гимназије и матуру завршио је у Првој мушкој гимназији у Београду. После тога је завршио Правни факултет у Београду, 1906-1910. Живео је у браку са Спасенијом Спаском, рођ. Станковић (1902—1965), ћерком познатог београдског трговца Владимира Т. Станковића (1872—1922) и једном од троје унука и законских наследника гвожђарског индустријалца Крсте М. Томановића (1829—1889), власника плаца на углу Теразија и Кнез Михаилове улице на коме се налазила Кафана Албанија.
Од ујака Петра Видаковића је наследио богатство и издавао је Илустроване ратне новине и лист Небојша. Уређивао је листове „Видело“ (1921 — 1922) и „Земљорадник“. Током школовања се издржавао радећи као коректор за лист „Штампа“. Писао је чланке у више листова и часописа, користио је псеудониме „Св. Гр“, „Гр.“ и „Г.“.
Са братом Петром (1886 — 1936) и супругиним течом - Василијем М. Симићем (1866—1931), бивш. предс. београдског варошког суда, апелационог судије у пензији и адвокатом, имао је познату ортачку адвокатску канцеларију у Београду, на Обилићевом венцу бр. 28 и 30 (данас бр. 22 и 24). Радио је као адвокат у периоду од 1914. до 1940. Бранио је Мошу Пијаде 1925. године пред Судом за заштиту државе због штампарске кривице.
Учествовао је у Балканским ратовима и Првом светском рату. У Другом светском рату је био у заробљеништву у логору Нирнберг у Немачкој. Одликован је златном и сребрном медаљом за храброст и медаљом за ревносну службу. Припадао је Напредној странци.
Написао је следеће књиге:
- „Из српског уставног права“, 53 стране, Београд, 1910. године  31627783
- „Против корупције: чланци и говори“, 37 страна, Београд, 1924. године  512305325
- „Шта се то нама догађа“, 1927. године
- „Кроз историју Срба - краљ Милан и његово доба“, 158 страна, Београд, 1938. године  112348935
- „Станоје Главаш: једна епопеја скромности и витештва“, 40 страна, Београд, 1938. године  37515023,  80746759
- „Срби и Хрвати под једним кровом“, 116 страна, Београд, 1939. године  80733447
- „Врховна управа и политичке борбе у Карађорђевој Србији“, 129 страна, Београд, 1940. године  96863495

Умро је 1957. у Београду. Архив Србије, Историјски архив Београда и Историјски архив Пожаревац имају његове збирке.